# Parc de l'Arbousière
 (septembre 2024).
Le parc de l'Arbousière est un jardin public situé à Châteauneuf-de-Gadagne, une commune française située dans le Vaucluse,,.
Il est arboré et offre une vue dégagée sur le mont Ventoux.

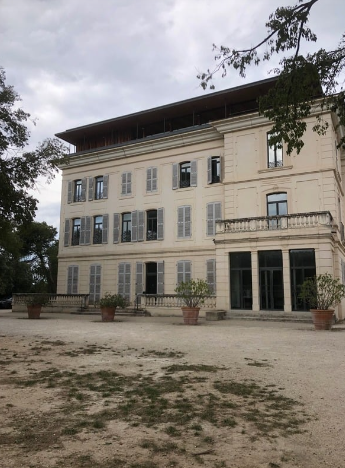
Salle des fêtes du parc en 2024.